# Vivi oggi, muori domani
Vivi oggi, muori domani (Hadaka No Jykyusai) è un film del 1970 diretto da Kaneto Shindō.

## Riconoscimenti
- 1971 - Festival di Mosca
  - Gran Premio